# Connor Hughes
Connor Hughes (né le 10 septembre 1996 à London en Ontario) est un joueur de hockey sur glace professionnel canado-suisse. Il évolue à la position de gardien de but.

## Biographie

### Jeunesse
Durant sa jeunesse, Hughes évolue au Canada dans des équipes junior de la région de London. En 2016-2017, il devient champion de la Ligue centrale de hockey junior A avec les Canadians de Carleton Place, étant également nommé MVP des séries éliminatoires.

### En club
Hughes fait ses débuts professionnels le 27 septembre 2017 avec le HCB Ticino Rockets en Swiss League. Il cède quatre fois sur trente-six tirs, dans une défaite 4-1 face aux Schlittschuh Club Rapperswil-Jona Lakers. Lors de cette saison, il dispute 1 276 minutes de jeu, pour un total vingt et une rencontre, affichant une moyenne de 3,20 buts encaissés par match et un pourcentage d'arrêts de 90,3. La saison suivante, il s'impose comme gardien partant, dépassant Stefan Müller dans la hiérarchie des gardiens du club tessinois. il dispute vingt-cinq parties, mais affiche un moins bon taux d'arrêts (huitante-neuf, trois pourcents).
En vue de la saison 2019-2020, il rejoint le récent champion de la Swiss League, le SC Langenthal. Excepté les deux renforts étrangers, Brent Kelly et Robin Leblanc, qui ont pris leur retraite, l'équipe affiche un contingent similaire. Hughes est le deuxième gardien, derrière Philip Wüthrich. L'équipe termine 6e du championnat, Hughes affichant le meilleur pourcentage d'arrêt de la ligue avec nonante-deux, huit en seize rencontres. En raison de la pandémie de coronavirus, les Séries éliminatoires sont annulées au stade des demi-finales.
L'année suivante, il s'engage avec le HC Fribourg-Gottéron, club évoluant en National League. Il est à nouveau le deuxième gardien dans un contingent qui compte sur Reto Berra comme gardien de confiance. Ce dernier dispute quarante-cinq des cinquante-deux rencontres de saison régulière, ne laissant que sept matchs à Hughes. Hughes obtient sa chance en Coupe de Suisse, où il obtient trois victoires, qualifiant Fribourg pour les demi-finales. Face au ZSC Lions, Berra lui est préféré et l'équipe est sortie sur le score de 4-1. Hughes est également prêté au HC Sierre, pensionnaire de Swiss League, pour obtenir du temps de jeu à 7 occasions. La saison 2021-2022 est identique à la précédente pour Hughes. Il dispute neuf matchs avec Fribourg en NL, sept matchs avec Sierre en SL et il est le gardien titulaire en Ligue des champions, obtenant cinq départs sur les sept rencontres disputées. Genève-Servette HC connaissant des problèmes de blessures avec ses gardiens, obtient le prêt de Hughes de la part de Fribourg pour un mois de décembre à janvier, sous condition que ce dernier n'est pas autorisé à jouer une rencontre face à Gottéron. Le 31 octobre 2022, Fribourg annonce que Berra va devoir subir une opération et va donc rater une bonne partie de la saison. Hughes peut saisir sa chance et prouver qu'il est un gardien partant dans l'élite suisse. En Ligue des champions, il ne parvient pas à franchir l'obstacle des huitièmes de finales, s'inclinant face aux finlandais du Jukurit Mikkeli, sur un score très sérré lors des rencontres aller-retour (1-1 ; 2-1). En NL, il affiche un pourcentage d'arrêt de nonante,7, le classant au 12e rang parmi les gardiens ayant disputé plus de mille minutes de jeu. Au retour au jeu de Berra, il doit cependant céder sa place de titulaire. Ayant montré aux autres clubs du championnat qu'il à le niveau pour évoluer en NL et ayant son avenir proche barré par Berra à Fribourg, il attise les convoitises du Lausanne HC et du SC Langnau Tigers.
Son choix se porte finalement sur Lausanne en vue de la saison 2023-2024. Alors qu'il est le deuxième meilleur gardien du championnat, affichant un taux d'arrêt de nonante-trois, sept pourcents, il se blesse au bas du corps le 22 octobre 2023. Une absence communiquée de quatre à six semaines, qui force son club à se tourner vers Ivars Punnenovs, un des gardiens affichant les plus mauvaises statistiques depuis le début du championnat.

### En équipe nationale
Hughes possédant une double nationalité, choisit de représenter la Suisse. Il est convoqué pour une première fois en décembre 2022, par le sélectionneur national, Patrick Fischer, pour prendre part aux rencontres de l'Euro Hockey Tour. Le 17 décembre 2022, il dispute son premier match international, face à la Tchéquie. Malgré une bonne prestation d'ensemble, il cède deux fois en troisième période face à Jan Košťálek et à Jiří Smejkal. Le match se termine par une défaite suisse sur le score de 2-1.
Il peut cependant prendre part à la Coupe Spengler en 2022 avec le Canada, car il ne s'agit pas d'une compétition par nation. Il dispute un match, celui du 27 décembre 2022, perdu 2-1 face au HC Davos. Hughes cédant deux fois en moins de deux minutes dès le début du match.

## Statistiques

### En club
| Saison    | Équipe                      | Ligue               |                   | Saison régulière  | Saison régulière  | Saison régulière  | Saison régulière  | Saison régulière  | Saison régulière  | Saison régulière  | Saison régulière  | Saison régulière  |                   | Séries éliminatoires | Séries éliminatoires | Séries éliminatoires | Séries éliminatoires | Séries éliminatoires | Séries éliminatoires | Séries éliminatoires | Séries éliminatoires | Séries éliminatoires |
| Saison    | Équipe                      | Ligue               | PJ                | V                 | D                 | Min               | BC                | Moy               | % Arr             | Bl                | Pun               | PJ                | V                 | D                    | Min                  | BC                   | Moy                  | % Arr                | Bl                   | Pun                  |                      |                      |
| 2016-2017 | Canadians de Carleton Place | CCHL                | 48                | 36                | 10                | 2 804             | 93                | 1,99              | 92,2              | 8                 | 0                 | 16                | 12                | 3                    | 978                  | 37                   | 2,27                 | 92,0                 | 1                    | 2                    |                      |                      |
| 2017-2018 | HCB Ticino Rockets          | SL                  | 21                | 2                 | 16                | 1 277             | 68                | 3,20              | 90,3              | 0                 | 2                 | -                 | -                 | -                    | -                    | -                    | -                    | -                    | -                    | -                    |                      |                      |
| 2018-2019 | HCB Ticino Rockets          | SL                  | 25                | 2                 | 21                | 1 317             | 89                | 4,06              | 89,3              | 1                 | 0                 | -                 | -                 | -                    | -                    | -                    | -                    | -                    | -                    | -                    |                      |                      |
| 2019-2020 | SC Langenthal               | SL                  | 16                | 7                 | 5                 | 758               | 29                | 2,30              | 92,8              | 1                 | 4                 | 1                 | 0                 | 0                    | 28                   | 2                    | 4,31                 | 86,7                 | 0                    | 0                    |                      |                      |
| 2019-2020 | SC Langenthal               | Coupe de Suisse     | 1                 | 0                 | 0                 | 33                | 0                 | 0,00              | 100,0             | 0                 | -                 | -                 | -                 | -                    | -                    | -                    | -                    | -                    | -                    | -                    |                      |                      |
| 2020-2021 | HC Fribourg-Gottéron        | NL                  | 7                 | 3                 | 3                 | 428               | 19                | 2,67              | 91,1              | 1                 | 0                 | -                 | -                 | -                    | -                    | -                    | -                    | -                    | -                    | -                    |                      |                      |
| 2020-2021 | HC Sierre                   | SL                  | 7                 | 5                 | 2                 | 420               | 14                | 2,00              | 94,3              | 0                 | 0                 | -                 | -                 | -                    | -                    | -                    | -                    | -                    | -                    | -                    |                      |                      |
| 2020-2021 | HC Fribourg-Gottéron        | Coupe de Suisse     | 3                 | 3                 | 0                 | 180               | 4                 | 1,33              | -                 | 0                 | 0                 | -                 | -                 | -                    | -                    | -                    | -                    | -                    | -                    | -                    |                      |                      |
| 2021-2022 | HC Fribourg-Gottéron        | NL                  | 9                 | 3                 | 4                 | 422               | 25                | 3,56              | 87,1              | 0                 | 0                 | -                 | -                 | -                    | -                    | -                    | -                    | -                    | -                    | -                    |                      |                      |
| 2021-2022 | HC Sierre                   | SL                  | 5                 | 1                 | 3                 | 300               | 16                | 3,20              | 89,9              | 0                 | 0                 | -                 | -                 | -                    | -                    | -                    | -                    | -                    | -                    | -                    |                      |                      |
| 2021-2022 | Genève-Servette HC          | NL                  | 2                 | 2                 | 0                 | 121               | 4                 | 2,00              | 92,0              | 0                 | 0                 | -                 | -                 | -                    | -                    | -                    | -                    | -                    | -                    | -                    |                      |                      |
| 2021-2022 | HC Fribourg-Gottéron        | Ligue des champions | 5                 | 4                 | 0                 | 255               | 4                 | 0,94              | 96,9              | 2                 | 2                 | -                 | -                 | -                    | -                    | -                    | -                    | -                    | -                    | -                    |                      |                      |
| 2022-2023 | HC Fribourg-Gottéron        | NL                  | 36                | 16                | 11                | 1 968             | 76                | 2,32              | 90,7              | 1                 | 0                 | -                 | -                 | -                    | -                    | -                    | -                    | -                    | -                    | -                    |                      |                      |
| 2022-2023 | HC Fribourg-Gottéron        | Ligue des champions | 6                 | 2                 | 2                 | 300               | 4                 | 0,80              | 96,6              | 2                 | 0                 | -                 | -                 | -                    | -                    | -                    | -                    | -                    | -                    | -                    |                      |                      |
| 2022-2023 | Équipe du Canada            | Coupe Spengler      | 1                 | 0                 | 1                 | 58                | 2                 | 2,08              | 91,7              | 0                 | 0                 | -                 | -                 | -                    | -                    | -                    | -                    | -                    | -                    | -                    |                      |                      |
| 2023-2024 | Lausanne HC                 | NL                  | Saison en cours ? | Saison en cours ? | Saison en cours ? | Saison en cours ? | Saison en cours ? | Saison en cours ? | Saison en cours ? | Saison en cours ? | Saison en cours ? | Saison en cours ? | Saison en cours ? | Saison en cours ?    | Saison en cours ?    | Saison en cours ?    | Saison en cours ?    | Saison en cours ?    | Saison en cours ?    | Saison en cours ?    |                      |                      |

### En équipe nationale
| Année     | Équipe | Compétition      |   | PJ | V | D   | Min | BC   | Moy  | % Arr | Bl | Pun |  | Résultat |
| 2022-2023 | Suisse | International    | 3 | 1  | 1 | 178 | 5   | 1,69 | 91,5 | 1     | -  | -   |  |          |
| 2022-2023 | Suisse | Euro Hockey Tour | 1 | 0  | 1 | 58  | 2   | 2,13 | 90,0 | 0     | 0  | -   |  |          |

## Trophées et honneurs personnels
- 2016-2017
  - Meilleure moyenne de but allouée en CCHL (1,99) avec les Canadians de Carleton Place
  - MVP des séries éliminatoires de la CCHL
  - Nommé dans la troisième équipe d'étoiles de la CCHL
  - Champion de la CCHL avec les Canadians de Carleton Place

- 2019-2020
  - Meilleur pourcentage d'arrêt en SL (92,8%) avec le SC Langenthal

## Transactions et contrats
- Le 18 avril 2017, il s'engage avec le HC Ambrì-Piotta pour deux ans[1].

- Le 21 juillet 2017, il est prêté au HCB Ticino Rockets[1].

- Le 21 juin 2018, il est à nouveau prêté au HCB Ticino Rockets pour une saison[1].

- Le 20 juin 2019, il s'engage avec le SC Langenthal pour une durée d'un an[1].

- Le 26 novembre 2019, il signe un contrat de deux ans avec le HC Fribourg-Gottéron[12].

- Le 29 septembre 2020, il est prêté au HC Sierre[13].

- Le 18 juin 2021, il est à nouveau prêté au HC Sierre[14].

- Le 24 décembre 2021, il est prêté au Genève-Servette HC[15].

- Le 12 janvier 2022, il prolonge d'une année avec Fribourg[16].

- Le 16 décembre 2022, il s'engage pour deux ans avec le Lausanne HC[17].